# Leimbach (Rin)
El arroyo  Leimbach es un afluente derecho del Rin en la región que se llama Palatinado Electoral (en alemán: Kurpfalz) en el distrito de Rin-Neckar en el norte de Baden-Wurtemberg, Alemania. Tiene una longitud de 38 km. Nace en Balzfeld (un barrio de Dielheim) y desemboca cerca de Brühl.

## Enlaces
- Wikimedia Commons alberga una categoría multimedia sobre Leimbach.